# Lick-Carnegie Exoplanet Survey
Il Lick-Carnegie Exoplanet Survey (LCES) è stata una ricerca di astronomia osservativa da terra finalizzata alla ricerca esoplanetaria mediante l'osservazione di duemila stelle entro 150 al. dal Sole. A tal fine sono stati utilizzati il telescopio Keck I, situato presso l'osservatorio WM Keck alle isole Hawaii, e l'osservatorio Lick situato in California. Per sondare l'emisfero australe sono stati utilizzati il telescopio anglo-australiano in Australia ed i telescopi Magellano, in Cile.
La ricerca, iniziata nel 1987, è stata supportata dalla NASA e dalla National Science Foundation. Ha avuto durata pluriennale ed è stata guidata dagli astronomi americani Steven Vogt, professore di astronomia e astrofisica presso l'università della California a Santa Cruz, e da R. Paul Butler, collaboratore presso la Carnegie Institution.
Le attività del programma di ricerca includevano il monitoraggio effettuato con spettroscopia doppler di precisione di oltre 1330 stelle di tipo F, G, K e M con misurazioni della velocità radiale con una precisione di 2–3 m / s. La ricerca, che ha contribuito alla scoperta di oltre il 70% degli esopianeti confermati nel 2010, ha evidenziato nei sistemi planetari osservati una sensibile varietà di periodi orbitali, dimensioni ed eccentricità, fornendo nuove informazioni sulle loro origini ed evoluzione.
Tra le ricerche si evidenzia, nel settembre 2010, l'annuncio della scoperta di Gliese 581 g in orbita all'interno del sistema planetario Gliese 581. Le osservazioni hanno collocato il pianeta in un'area in cui potrebbe esistere acqua liquida sulla superficie del pianeta, cioè una zona abitabile. Se confermato, essendo stato successivamente messo in dubbio, sarebbe il primo caso scoperto di un pianeta extrasolare potenzialmente simile alla Terra.
Un astronomo amatoriale, Peter Jalowiczor, si è distinto analizzando i dati del gruppo di ricerca e scoprendo 4 esopianeti candidati.

## Riconoscimento
- Nel 2002 l'indagine ha ricevuto il Carl Sagan Memorial Award, assegnato a soggetti che si distinguono nella ricerca o promuovono politiche finalizzate alla esplorazione del Cosmo[6]